# مجموعة ال77

علم مجموعة ال 77

دول مجموعة ال77

مجموعة سبع وسبعين (بالإنجليزية: Group of 77)‏ هي تحالف مجموعة من الدول النامية. وهدف هذه المجموعة هو ترقية المصالح الاقتصادية لأعضائها مجتمعة، بالإضافة إلى خلق قدرة تفاوضية مشتركة ضمن نطاق الأمم المتحدة. كانت نواة تأسيس المجموعة في الأصل تتكون من 77 عضوًا مؤسسًا ولكن المجموعة توسعت لتضم حاليا 130 دولة.
تأسست المجموعة في 15 يونيو، 1964 حيث أُطلق «الإعلان المشترك لدول ال77» في ختام الاجتماع الدولي الأول للحكومات العضوة في منظمة التجارة العالمية «الأونكتاد» (UNCTAD) وكان أول اجتماع رئيسي للمجموعة في الجزائر عام 1967 حيث تم تبنّي إعلان الجزائر وتم إنشاء أساس الهيكل التنظيمي للمجموعة.
هنالك ممثلون للمجموعة في كلّ من منظمة الأغذية والزراعة (الفاو) ومقرها في روما ومنظمة الأمم المتحدة للتنمية الصناعية (اليونيدو) ومقرها في فيينا ومنظمة الأمم المتحدة للتربية والتعليم والثقافة (اليونسكو) ومقرها في باريس وبرنامج الأمم المتحدة للبيئة (اليونيب) ومقرها في نيروبي وصندوق النقد الدولي والبنك الدولي ومقرهما في واشنطن.

## الدول الأعضاء
1. أفغانستان
2. الجزائر
3. أنغولا
4. أنتيغا وبربودا
5. الأرجنتين
6. البهاما
7. البحرين
8. بنغلاديش
9. بربادوس
10. بليز
11. بنين
12. بوتان
13. بوليفيا
14. البوسنة والهرسك
15. بوتسوانا
16. البرازيل
17. بروناي
18. بوركينا فاسو
19. بوروندي
20. كمبوديا
21. الكاميرون
22. الرأس الأخضر
23. جمهورية أفريقيا الوسطى
24. تشاد
25. تشيلي
26. الصين
27. كولومبيا
28. جزر القمر
29. الكونغو
30. كوستاريكا
31. ساحل العاج
32. كوبا
33. الكونغو
34. جيبوتي
35. دومينيكا
36. جمهورية الدومنيكان
37. تيمور الشرقية
38. الإكوادور
39. مصر
40. السلفادور
41. غينيا الاستوائية
42. أرتيريا
43. إثيوبيا
44. فيجي
45. الغابون
46. غامبيا
47. غانا
48. غرينادا
49. غواتيمالا
50. غينيا
51. غينيا بيساو
52. غيانا
53. هاييتي
54. هندوراس
55. الهند
56. إندونيسيا
57. إيران
58. العراق
59. جامايكا
60. الأردن
61. كينيا
62. الكويت
63. لاوس
64. لبنان
65. ليسوتو
66. ليبيريا
67. ليبيا
68. مدغشقر
69. ملاوي
70. ماليزيا
71. المالديف
72. مالي
73. جزر مارشال
74. موريتانيا
75. موريشيوس
76. مايكرونيزيا
77. منغوليا
78. المغرب
79. موزمبيق
80. ميانمار
81. ناميبيا
82. نيبال
83. نيكاراغوا
84. النيجر
85. نيجيريا
86. كوريا الشمالية
87. عمان
88. الباكستان
89. فلسطين
90. بنما
91. بابوا غينيا الجديدة
92. الباراغواي
93. بيرو
94. الفليبين
95. قطر
96. رواندا
97. سانت كيتس ونيفيس
98. سانت لوسيا
99. سانت فنسينت والجرينادينز
100. ساموا
101. ساو توميه وبرينسيب
102. السعودية
103. السنغال
104. سيشل
105. سيراليون
106. سنغافورة
107. جزر سليمان
108. الصومال
109. جنوب أفريقيا
110. سريلانكا
111. السودان
112. سورينام
113. سوازيلند
114. سوريا
115. تايلاند
116. توغو
117. تونغا
118. ترينيداد وتوباغو
119. تونس
120. تركمنستان
121. أوغندا
122. الإمارات العربية المتحدة
123. تنزانيا
124. الأوروغواي
125. فانواتو
126. فنزويلا
127. فيتنام
128. اليمن
129. زامبيا
130. زيمبابوي

### الأعضاء الحاليين الآخرين
1. أنغولا
2. أنتيغوا وباربودا
3. أذربيجان
4. جزر البهاما
5. البحرين
6. بنغلاديش
7. باربادوس
8. بليز
9. بوتان
10. بوتسوانا
11. بروناي دار السلام
12. الصين
13. كابو فيردي
14. جزر القمر
15. كوت ديفوار
16. كوبا
17. جيبوتي
18. دومينيكا
19. غينيا الإستوائية
20. إريتريا
21. إيسواتيني
22. فيجي
23. غامبيا
24. غرينادا
25. غينيا بيساو
26. غيانا
27. كيريباتي
28. ليسوتو
29. مالاوي
30. جزر المالديف
31. جزر مارشال
32. موريشيوس
33. ولايات ميكرونيسيا المتحدة
34. منغوليا
35. موزمبيق
36. ناميبيا
37. كوريا الشمالية
38. ناورو
39. سلطنة عمان
40. فلسطين
41. بابوا غينيا الجديدة
42. دولةقطر
43. سانت كيتس ونيفيس
44. سانت لوسيا
45. سانت فنسنت وجزر غرينادين
46. ساموا
47. ساو تومي وبرينسيبي
48. سيشيل
49. سنغافورة
50. جزر سليمان
51. جنوب أفريقيا
52. جنوب السودان
53. سورينام
54. طاجيكستان
55. تيمور الشرقية
56. تونغا
57. تركمانستان
58. الإمارات العربية المتحدة
59. فانواتو
60. زامبيا
61. زيمبابوي

1. ^ تعتبر رسميًا كعضو من قبل المنظمة، ولكن ليس من قبل الصين نفسها
2. ^ انضمت إلى سوازيلاند.

### الصين
مجموعة الـ 77 تدرج الصين كأحد أعضائها.  تقدم الحكومة الصينية دعمًا سياسيًا ثابتًا لمجموعة الـ77 وقدمت مساهمات مالية للمجموعة منذ 1994، لكنها لا تعتبر نفسها عضوًا. ونتيجة لذلك، تم الإدلاء بالبيانات الرسمية لمجموعة الـ 77 باسم مجموعة الـ 77 والصين.

### أعضاء سابقون
1. وقعت نيوزيلندا على «الإعلان المشترك للدول النامية» الأصلي في أكتوبر 1963، لكنها انسحبت من المجموعة قبل تشكيل مجموعة الـ77 عام 1964 (انضمت إلى منظمة التعاون الاقتصادي والتنمية عام 1973).
2. كانت المكسيك عضوًا مؤسسًا، لكنها تركت المجموعة بعد انضمامها إلى منظمة التعاون الاقتصادي والتنمية في عام 1994. وترأست المجموعة في 1973-1974، 1983-1984 ؛ ومع ذلك، فهي لا تزال عضوًا في G-24.
3. كانت كوريا الجنوبية عضوًا مؤسسًا، لكنها تركت المجموعة بعد انضمامها إلى منظمة التعاون الاقتصادي والتنمية في عام 1996.
4. يوغوسلافيا كانت عضوا مؤسسا. بحلول أواخر التسعينيات كانت لا تزال مدرجة في قائمة العضوية، لكن لوحظ أنها «لا تستطيع المشاركة في أنشطة مجموعة الـ 77». تمت إزالته من القائمة في أواخر عام 2003. وقد ترأس المجموعة من عام 1985 إلى عام 1986. البوسنة والهرسك هي الجزء الوحيد من يوغوسلافيا السابقة الموجود حاليًا في مجموعة الـ 77.
5. كانت قبرص عضوًا مؤسسًا، لكنها لم تعد مدرجة في قائمة العضوية الرسمية بعد انضمامها إلى الاتحاد الأوروبي في عام 2004.
6. تم قبول مالطا في المجموعة في عام 1976، لكنها لم تعد مدرجة في قائمة العضوية الرسمية بعد انضمامها إلى الاتحاد الأوروبي في عام 2004.
7. انضمت بالاو إلى المجموعة في عام 2002، لكنها انسحبت في عام 2004، بعد أن قررت أنه يمكنها السعي لتحقيق مصالحها البيئية على أفضل وجه من خلال تحالف الدول الجزرية الصغيرة.
8. تم قبول رومانيا في المجموعة في عام 1976، لكنها لم تعد مدرجة في قائمة العضوية الرسمية بعدانضمامها إلى الاتحاد الأوروبي في عام 2007.

## الدول المترئسة
فيما يلي تسلسل خلافة رئاسة مجموعة الـ77 :

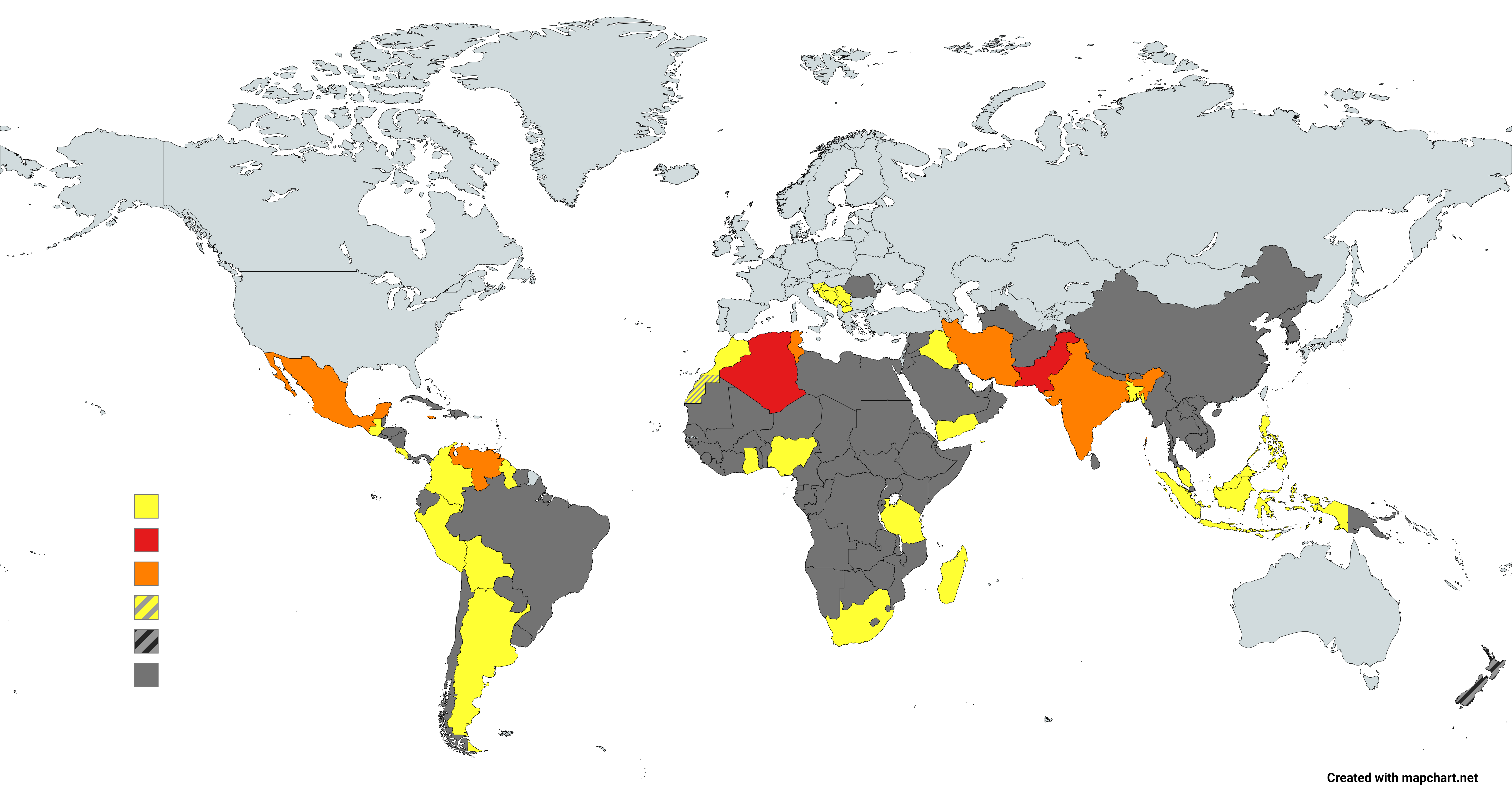
Presiding countries for G77

الدول التي تترأس مجموعة الـ77 منذ عام 1970. تظهر الألوان عدد المرات التي احتلت فيها دولة ما هذا المنصب. الرمادي = أبدًا ، الأصفر = مرة واحدة ، البرتقالي = مرتين ، الأحمر = ثلاث مرات
| الدولة المترئسة  | عام       |
| ---------------- | --------- |
| الهند            | 1970–1971 |
| بيرو             | 1971–1972 |
| مصر              | 1972–1973 |
| إيران            | 1973–1974 |
| المكسيك          | 1974–1975 |
| مدغشقر           | 1975–1976 |
| باكستان          | 1976–1977 |
| جامايكا          | 1977–1978 |
| تونس             | 1978–1979 |
| الهند            | 1979–1980 |
| فنزويلا          | 1980–1981 |
| الجزائر          | 1981–1982 |
| بنغلاديش         | 1982–1983 |
| المكسيك          | 1983–1984 |
| مصر              | 1984–1985 |
| يوغوسلافيا       | 1985–1986 |
| غواتيمالا        | 1987      |
| تونس             | 1988      |
| ماليزيا          | 1989      |
| بوليفيا          | 1990      |
| غانا             | 1991      |
| باكستان          | 1992      |
| كولومبيا         | 1993      |
| الجزائر          | 1994      |
| الفلبين          | 1995      |
| كوستاريكا        | 1996      |
| تنزانيا          | 1997      |
| إندونيسيا        | 1998      |
| غيانا            | 1999      |
| نيجيريا          | 2000      |
| إيران            | 2001      |
| فنزويلا          | 2002      |
| المغرب           | 2003      |
| قطر              | 2004      |
| جامايكا          | 2005      |
| جنوب إفريقيا     | 2006      |
| باكستان          | 2007      |
| أنتيغوا وباربودا | 2008      |
| السودان          | 2009      |
| اليمن            | 2010      |
| الأرجنتين        | 2011      |
| الجزائر          | 2012      |
| فيجي             | 2013      |
| بوليفيا          | 2014      |
| جنوب إفريقيا     | 2015      |
| تايلاند          | 2016      |
| الإكوادور        | 2017      |
| مصر              | 2018      |
| فلسطين           | 2019      |
| غيانا            | 2020      |
| العراق           | 2025      |

## مجموعة ال24

دول G-24.
الدول الأعضاء
الدول المراقبة

مجموعة الـ 24 (G-24) هي فرع من مجموعة الـ 77 التي تأسست في عام 1971 لتنسيق مواقف البلدان النامية بشأن القضايا المالية الدولية للنقد والتمويل الإنمائي ولضمان تمثيل مصالحها بشكل كافٍ في المفاوضات بشأن النقد الدولي. القضايا. كل عضو في G-24، باستثناء المكسيك، هو أيضا عضو في G77. على الرغم من أن العضوية في G-24 مقصورة تمامًا على 24 دولة، يمكن لأي عضو آخر في G-77 الانضمام إلى المناقشات.

## وصلات خارجية
- الموقع الرسمي لمجموعة ال77
- نبذة تاريخية عن مجموعة ال77